# Pars-lès-Chavanges
Pars-lès-Chavanges est une commune française, située dans le département de l'Aube en région Grand Est.

## Géographie
| Saint-Utin Marne                       | Margerie-Hancourt Marne |                      |
| Saint-Léger-sous-Margerie Balignicourt | Pars-lès-Chavanges      | Chavanges            |
| Braux                                  | Yèvres-le-Petit         | Courcelles-sur-Voire |

Village et paroisse, dans la Champagne, à une lieue de Rosnay.

### Topographie
Le cadastre de 1842 cite au territoire : Beauregard, la Belle-Idée, la Chambre-aux-Clercs, Chemin-Huguenot, Cléreuil, Fernereuil, Grand-Poirier, la Maison-Isolée, Naurois. Le village est cité comme Clareyum sur un pouillé de 1407 et pour la première fois Cléreuil ou Pars sur celui de 1761.

### Hydrographie
La commune est dans la région hydrographique « la Seine de sa source au confluent de l'Oise (exclu) » au sein du bassin Seine-Normandie. Elle est drainée par le Ravet et le ruisseau Fosse des Marais,.
Le Ravet, d'une longueur de 16 km, prend sa source dans la commune de Chavanges et se jette  dans la Seine à Brillecourt, après avoir traversé six communes.

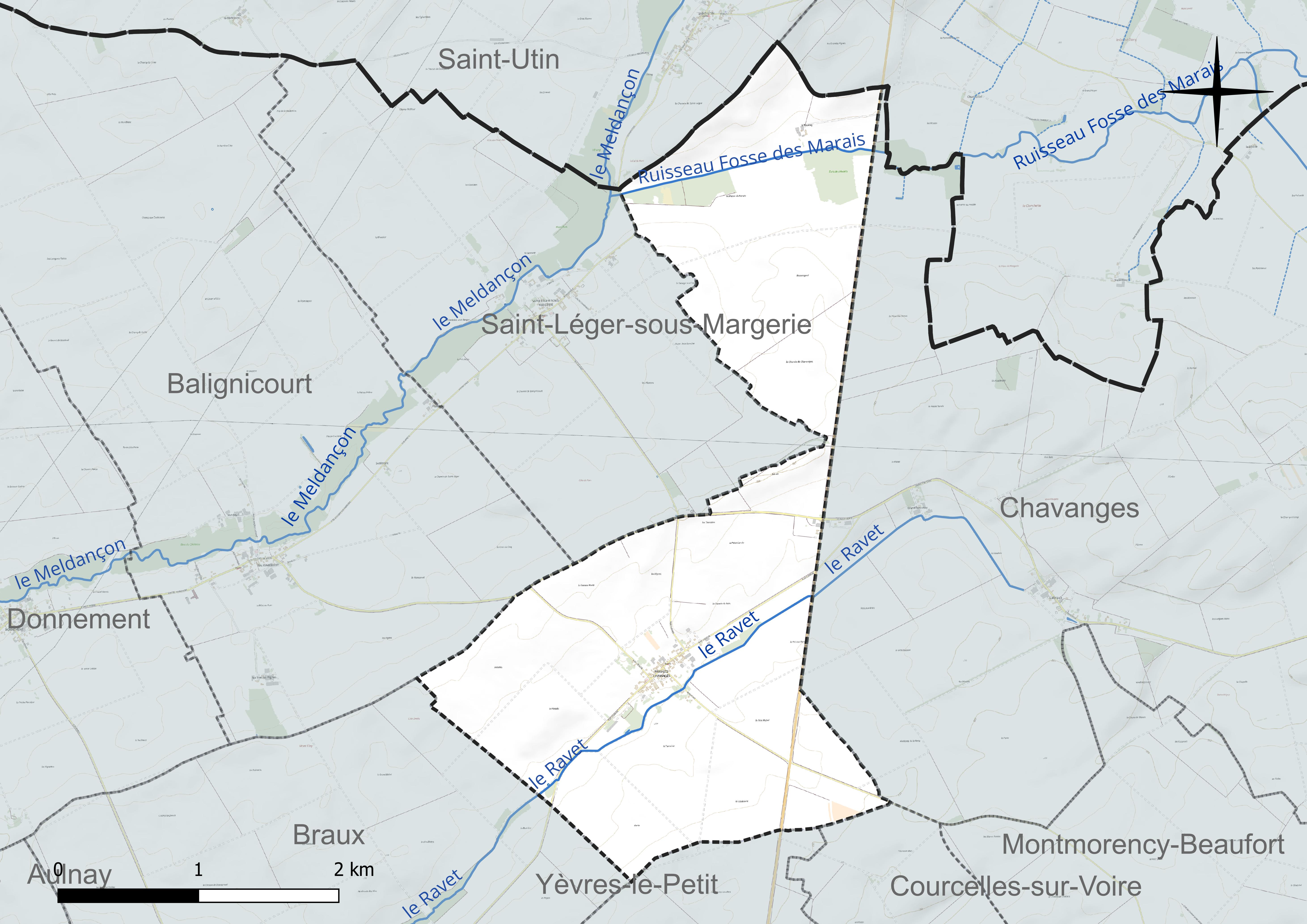
Réseau hydrographique de Pars-lès-Chavanges.

### Climat
Pour des articles plus généraux, voir Climat du Grand Est et Climat de l'Aube.
En 2010, le climat de la commune est de type climat océanique dégradé des plaines du Centre et du Nord, selon une étude du Centre national de la recherche scientifique s'appuyant sur une série de données couvrant la période 1971-2000. En 2020, Météo-France publie une typologie des climats de la France métropolitaine dans laquelle la commune est exposée à un climat océanique altéré et est dans une zone de transition entre les régions climatiques « Nord-est du bassin Parisien » et « Lorraine, plateau de Langres, Morvan ».
Pour la période 1971-2000, la température annuelle moyenne est de 10,5 °C, avec une amplitude thermique annuelle de 15,7 °C. Le cumul annuel moyen de précipitations est de 759 mm, avec 12,1 jours de précipitations en janvier et 8,4 jours en juillet. Pour la période 1991-2020, la température moyenne annuelle observée sur la station météorologique de Météo-France la plus proche, « Mathaux-Étape », sur la commune de Mathaux à 15 km à vol d'oiseau, est de 11,5 °C et le cumul annuel moyen de précipitations est de 733,9 mm. 
La température maximale relevée sur cette station est de 41,5 °C, atteinte le 25 juillet 2019 ; la température minimale est de −18 °C, atteinte le 2 janvier 1997,,.
Les paramètres climatiques de la commune ont été estimés pour le milieu du siècle (2041-2070) selon différents scénarios d'émission de gaz à effet de serre à partir des nouvelles projections climatiques de référence DRIAS-2020. Ils sont consultables sur un site dédié publié par Météo-France en novembre 2022.

## Urbanisme

### Typologie
Au 1er janvier 2024, Pars-lès-Chavanges est catégorisée commune rurale à habitat dispersé, selon la nouvelle grille communale de densité à 7 niveaux définie par l'Insee en 2022.
Elle est située hors unité urbaine. Par ailleurs la commune fait partie de l'aire d'attraction de Brienne-le-Château, dont elle est une commune de la couronne,. Cette aire, qui regroupe 30 communes, est catégorisée dans les aires de moins de 50 000 habitants,.

### Occupation des sols
L'occupation des sols de la commune, telle qu'elle ressort de la base de données européenne d’occupation biophysique des sols Corine Land Cover (CLC), est marquée par l'importance des territoires agricoles (93,2 % en 2018), une proportion identique à celle de 1990 (93,2 %). La répartition détaillée en 2018 est la suivante : 
terres arables (93,2 %), forêts (3,5 %), zones urbanisées (3,2 %). L'évolution de l’occupation des sols de la commune et de ses infrastructures peut être observée sur les différentes représentations cartographiques du territoire : la carte de Cassini (XVIIIe siècle), la carte d'état-major (1820-1866) et les cartes ou photos aériennes de l'IGN pour la période actuelle (1950 à aujourd'hui).

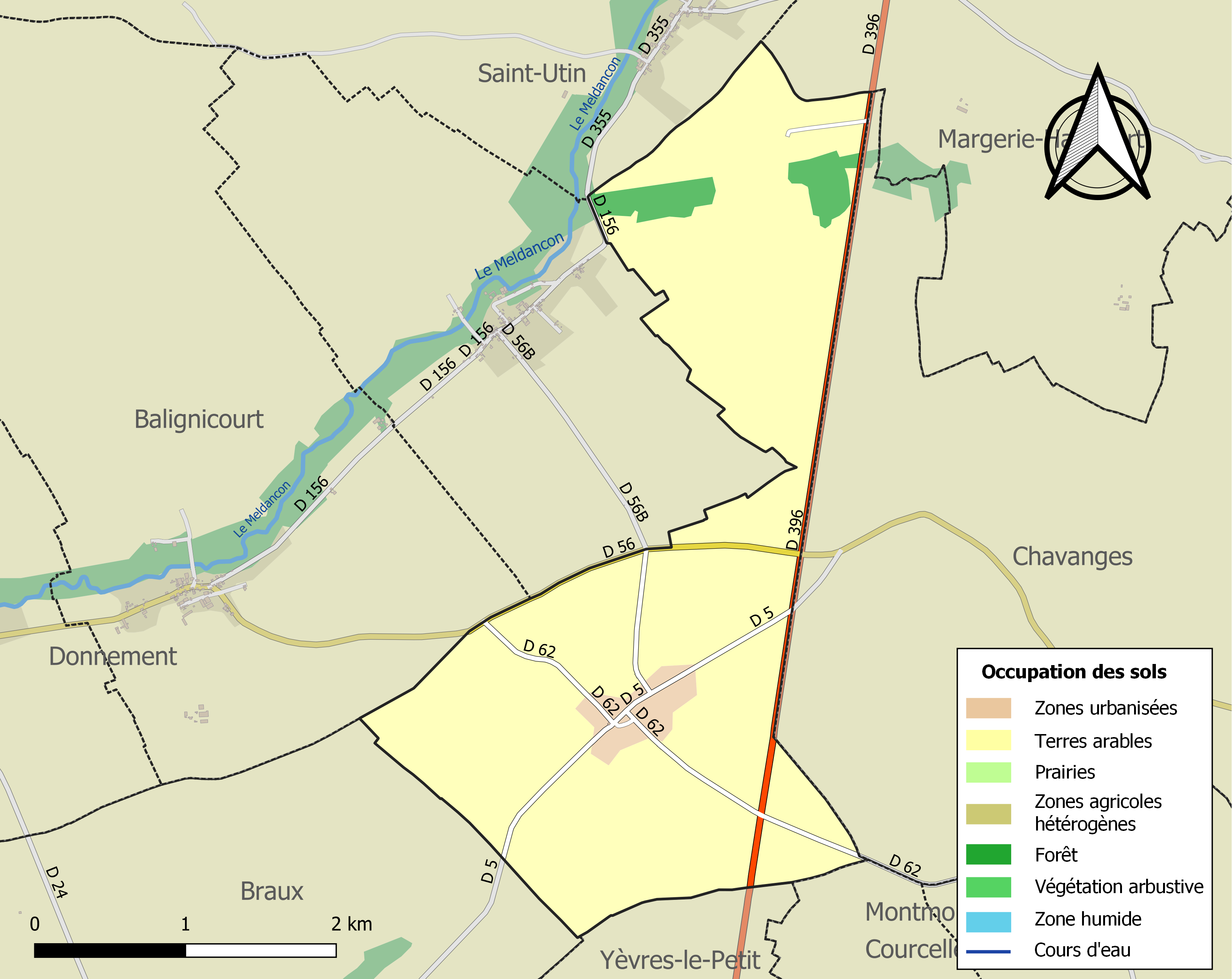
Carte des infrastructures et de l'occupation des sols de la commune en 2018 (CLC).

## Histoire
Cléreuil n'est plus qu'une ferme au XVIIIe siècle avant de disparaître.
Cette terre a appartenu à M. Picot, baron de Dampierre, et relevait de Rosnay.
Dépendant de cette paroisse, la ferme de Clereuil, de la Nauroy et celle de Beauregard qui dépendaient de la succession de feu le Maréchal de l'Hôpital.
Le curé de Pars était propriétaire de la ferme de Clereuil et de la vigne de la fontaine au peuple.
En 1543, Pierre de Petremotte était seigneur de la Nauroy.
La terre est cultivée en seigles et avoines, peu de froment (XVIe et XVIIe siècles)
En 1634, droit de justice Eustache Picot haute et basse justice sur la seigneurie de Pars ly Clèreuil. En 1789 Pars formait avec Clémenreuil une communauté qui était de l'intendance et de la généralité de Châlons, de l'élection de Vitry et du bailliage de Chaumont.

## Politique et administration
| Période                                  | Période  | Identité     | Étiquette | Qualité                                                         |
| ---------------------------------------- | -------- | ------------ | --------- | --------------------------------------------------------------- |
| mars 2001                                | En cours | Joëlle Pesme | DVD       | Agricultrice retraitée Conseillère générale puis départementale |
| Les données manquantes sont à compléter. |          |              |           |                                                                 |

## Démographie
L'évolution du nombre d'habitants est connue à travers les recensements de la population effectués dans la commune depuis 1793. Pour les communes de moins de 10 000 habitants, une enquête de recensement portant sur toute la population est réalisée tous les cinq ans, les populations de référence des années intermédiaires étant quant à elles estimées par interpolation ou extrapolation. Pour la commune, le premier recensement exhaustif entrant dans le cadre du nouveau dispositif a été réalisé en 2005.

En 2022, la commune comptait 47 habitants, en évolution de −28,79 % par rapport à 2016 (Aube : +0,7 %, France hors Mayotte : +2,11 %).
| 1793 | 1800 | 1806 | 1821 | 1831 | 1836 | 1841 | 1846 | 1851 |
| ---- | ---- | ---- | ---- | ---- | ---- | ---- | ---- | ---- |
| 125  | 165  | 151  | 172  | 164  | 193  | 184  | 191  | 189  |

| 1856 | 1861 | 1866 | 1872 | 1876 | 1881 | 1886 | 1891 | 1896 |
| ---- | ---- | ---- | ---- | ---- | ---- | ---- | ---- | ---- |
| 197  | 188  | 191  | 161  | 164  | 153  | 151  | 150  | 132  |

| 1901 | 1906 | 1911 | 1921 | 1926 | 1931 | 1936 | 1946 | 1954 |
| ---- | ---- | ---- | ---- | ---- | ---- | ---- | ---- | ---- |
| 134  | 134  | 140  | 132  | 148  | 147  | 153  | 137  | 128  |

| 1962 | 1968 | 1975 | 1982 | 1990 | 1999 | 2005 | 2006 | 2010 |
| ---- | ---- | ---- | ---- | ---- | ---- | ---- | ---- | ---- |
| 114  | 102  | 107  | 88   | 80   | 70   | 73   | 70   | 73   |

| 2015 | 2020 | 2022 | - | - | - | - | - | - |
| ---- | ---- | ---- | - | - | - | - | - | - |
| 66   | 47   | 47   | - | - | - | - | - | - |

## Lieux et monuments
- Église Saint-Hubert, une des églises à pans de bois du Pays du Der.
- Les Thourottes, ancienne ferme au finage de Fontenay sur le territoire de Chavanges et avait souvent les mêmes seigneurs que Balcy.